# جوزپه سیکورلا
جوزپه سیکورلا (انگلیسی: Giuseppe Sicurella؛ زادهٔ ۲۸ مهٔ ۱۹۹۴) بازیکن فوتبال است.